# جان هاپکینز (بازیگر)
جان هاپکینز (انگلیسی: John Hopkins؛ زادهٔ ۱۹۷۴) بازیگر تئاتر و بازیگر سینما اهل انگلستان است.
از فیلم‌ها یا برنامه‌های تلویزیونی که وی در آن نقش داشته‌است می‌توان به آلیس در سرزمین عجایب، آدمکشان میدسامر، صورت یک فرشته، استخر و کودک در زمان اشاره کرد.